# Furuvallen
Furuvallen är en idrottanläggning i Kalix i Sverige. Furuvallen är hemmaplan för IFK Kalix i fotboll. Anläggningen invigdes år 1932 med tal av dåvarande landshövdingen. Ungdomsfotbollsturneringen BD-Open brukar spelas på Furuvallen i Kalix.
Anläggningen användes även för friidrott fram till 2008, då fotbollsplanen försågs med konstgräs. Här anordnades bland annat skolfriidrottstävlingen Trekampen , som sedan flyttats till Manhemsskolans arena. Arrangör har varit Kalix Skol IF.

## Historik
När FN:s generalsekreterare Dag Hammarskjöld omkom i september 1961 hölls en minnestund på Furuvallen för att hedra honom. Förr i tiden till ingången vid Furuvallen stod det ett par tornliknande byggnader, och man har återskapat kopior av dem som står vid Kalix lilla trästad vid Strandängarna i Kalix.

### Barnens dag i Kalix
Förr i tiden anordnades Barnens dag i Kalix på Furuvallen. Då gick det också en Barnens dag Parad (BD-paraden) genom samhället. Konceptet utvecklades senare och blev Kalas Kalix och det större evenemang av liknande karaktär som finns idag för barn och ungdomar är Sommarfesten